# Discernimiento
Discernimiento (es una virtud o valor moral), "juicio por cuyo medio" o "por medio del cual percibimos y declaramos la diferencia que existe entre varias cosas" de un mismo asunto o situación específica. "Criterio" o capacidad de distinguir los elementos que están implicados en una cuestión, cómo se relacionan entre sí, cómo se afectan los unos con los otros y cómo cada uno de ellos incide en el conjunto. Juicio que se basa en normas, modelos de valores, moralejas o principios; que se heredan de las sociedades humanas y de las experiencias propias o ajenas (que se encuentran en los relatos familiares, históricos o libros de moral y ética, como por ejemplo desde los manuales o constituciones hasta las historias de la propia Biblia).

## Discernimiento con criterio bíblico
Ya que el discernimiento exige tener un modelo de valores morales, los que creen en Dios, el creador del universo (también llamado en algunas religiones Yavheh),utilizan la Biblia para diferenciar lo que es bueno y lo que es malo y las posibles consecuencias de estos actos, que conducen al pecado o a la vida eterna como Él nos lo dejó dicho en la Santa Biblia. [Para que todo aquel que en Él cree no se pierda más tenga vida eterna. Juan 3;16]. [No te dejes vencer por el mal, al contrario vence el mal con el bien. Romanos 12;21]
La palabra hebrea que con frecuencia se traduce “discernimiento” está relacionada con la palabra, traducida “entendimiento”. Ambas aparecen en Proverbios 2;3, donde dice:

"si llamas a la inteligencia [o entendimiento]
    y pides discernimiento;"
Nueva Versión Internacional (NVI)

Al igual que el entendimiento, el discernimiento implica ver o reconocer un asunto, pero resalta el llegar a distinguir los aspectos o componentes del mismo, sopesando y evaluando cada uno a la luz de los demás.La persona que compagina el conocimiento y el discernimiento, conseguirá lo siguiente:

"Cualquiera que retiene sus dichos posee conocimiento, y un hombre de discernimiento es sereno de espíritu"
Proverbios 17:27 Traducción del Nuevo Mundo de las Santas Escrituras

### Ejemplo de discernimiento con criterio bíblico
"El chismoso traiciona la confianza;
no te juntes con la gente que habla de más."
Proverbios 20:19
Nueva Versión Internacional (Castilian) (CST)

El discernimiento con criterio bíblico aconseja guardar silencio cuando se debe. Insta a no traicionar la confianza que se ha depositado en uno. Como además anticipa que el chisme, que daña la reputación ajena, es un acto de maldad, las personas que optan por seguir el discernimiento bíblico, en cambio evitan hablar mal de otros. Son leales a su prójimo y no divulgan asuntos confidenciales que pudieran dañar a estos. [No devolviendo mal por mal, o insulto por insulto, sino más bien bendiciendo, porque fuisteis llamados con el propósito de heredar bendición. 1 Pedro 3, 9].

## Discernimiento filosófico
Para el objeto del discernimiento filosófico, desde el punto de vista ateo, prescindiendo de un Dios, puede establecer de forma arbitraria un "patrón de conducta" que "ayudará" a distinguir que es "bueno" y "malo", cuya norma de valores se basa en la acumulación del conocimiento basado en la observación del comportamiento humano, sus motivaciones, y pensamientos; o en la experiencia personal y/o social; a través de las fuentes históricas reconocidas como fiables.

## Discernimiento integral
"Considero a la conciencia como algo fundamental" Max Planck. 
 La conciencia es tanto filosófica como religiosa, no se contradicen (como el mismo científico nombrado dice de la religión y la ciencia). La Universidad nace de la traducción de la palabra katólicos (judeocristianismo científico) del catolicismo (en esa época cristianismo y catolicismo era exactamente lo mismo) Santo Tomás de Aquino, discípulo de San Alberto Magno explican que son ambas cosas, creer y pensar, fe y razón, religión y ciencia, en el enlace referenciado de Max Planck se puede ver como el científico es creyente también y considera a la conciencia fundamental, es otro lugar donde habla Dios, además de la Torah y la Biblia, que también conoce.